# Mike Rutherford
Michael John Cloete Crawford Rutherford, röviden Mike Rutherford (Guildford, 1950. október 2. –) Grammy-díjas angol gitáros, basszusgitáros, dalszerző, a Genesis rockegyüttes egyik alapító tagja (1967). Rutherford és Tony Banks a Genesis utolsó mai napig aktív tagjai.
Rutherford eredetileg a Genesis basszusgitárosa és háttérvokalistája volt, de emellett gyakran játszott ritmusgitárosként is (tizenkét húros gitáron), akárcsak Anthony Phillips és Steve Hackett. Hackett 1977-es távozása után Rutherford lett a Genesis vezető gitárosa a stúdióalbumokon. Rutherford ezen túl a Genesis egyik fő dalszerzője volt az együttes pályája során, olyan dalok szövegei fűződnek hozzá, mint a "Follow You Follow Me", a "Turn It On Again", a "Land of Confusion" vagy a "Throwing It All Away".
A Genesis-ben betöltött szerepén túl az 1980-as évek elején két szólóalbumot is kiadott, ezen felül 1985-ben megalapította a Mike and the Mechanics nevű supergroupot, amely saját jogán is kiemelkedő együttessé vált, és Ivor Novello-díjat, valamint két Grammy-jelölést hozott számára.

## Diszkográfia

### Szóló stúdióalbumok
- Smallcreep's Day (1980)
- Acting Very Strange (1982)